# Бейтаун (Техас)
Бейтаун (англ. Baytown) — місто (англ. city) в США, в округах Гарріс і Чемберс штату Техас. Населення — 83 701 особа (2020).

## Географія
Бейтаун розташований за координатами 29°45′25″ пн. ш. 94°58′5″ зх. д. / 29.75694° пн. ш. 94.96806° зх. д. (29.756974, -94.967955).  За даними Бюро перепису населення США в 2010 році місто мало площу 94,57 км², з яких 91,80 км² — суходіл та 2,77 км² — водойми. В 2017 році площа становила 102,70 км², з яких 99,85 км² — суходіл та 2,85 км² — водойми.

## Демографія
Згідно з переписом 2010 року, у місті мешкали 71 802 особи в 24 955 домогосподарствах у складі 17 737 родин. Густота населення становила 759 осіб/км².  Було 28998 помешкань (307/км²).
Расовий склад населення:
| - 62,9 % — білих - 15,5 % — чорних або афроамериканців - 1,5 % — азіатів - 0,6 % — корінних американців - 16,8 % — осіб інших рас |

До двох чи більше рас належало 2,7 %. Частка іспаномовних становила 43,4 % від усіх жителів.
За віковим діапазоном населення розподілялося таким чином: 29,2 % — особи молодші 18 років, 60,7 % — особи у віці 18—64 років, 10,1 % — особи у віці 65 років та старші. Медіана віку мешканця становила 32,1 року. На 100 осіб жіночої статі у місті припадало 95,5 чоловіків;  на 100 жінок у віці від 18 років та старших — 92,1 чоловіків також старших 18 років.
Середній дохід на одне домашнє господарство  становив 63 154 долари США (медіана — 48 103), а середній дохід на одну сім'ю — 70 006 доларів (медіана — 56 573). Медіана доходів становила 50 072 долари для чоловіків та 35 741 долар для жінок. За межею бідності перебувало 19,6 % осіб, у тому числі 26,0 % дітей у віці до 18 років та 9,7 % осіб у віці 65 років та старших.
Цивільне працевлаштоване населення становило 30 689 осіб. Основні галузі зайнятості: освіта, охорона здоров'я та соціальна допомога — 18,7 %, будівництво — 17,1 %, виробництво — 13,5 %, роздрібна торгівля — 10,6 %.